# أندرس كارلسون
أندرس كارلسون (بالسويدية: Anders Carlsson)‏ : هو سياسي سويدي ، ورئيس الحزب الشيوعي (السويد) منذ 1999 